# Teo Čizmić
Teo Čizmić (nacido el 30 de mayo de 1971 en Split, Croacia) es un exjugador y entrenador de baloncesto croata. Con 2.05 metros de estatura, jugaba en la posición de ala-pívot. En la actualidad es entrenador asistente del KK Cedevita Olimpija de Eslovenia. Es el padre del también jugador Leo Cizmic.

## Trayectoria
Jugador
- KK Split (1988-1995)
- Postojna (1995-1997)
- Karlovac (1997-1998)
- Hapoel Galil Elyon (1998-1999)
- Troy Pilsener (1999-2001)
- BC Oostende (2001-2004)
- Tuborg Pilsener (2004-2005)
- KK Split (2005-2006)

Entrenador
- KK Split(2008-2009)
- Steaua Bucarest (2009-2011)
- Cibona Zagreb (2011-2012)
- AZS Koszalin (2012-2013)
- BC Körmend (2015-2017)
- Atomerőmű SE (2017-2018)
- KK Cedevita (Asistente) (2018-2019)
- KK Cedevita Olimpija (Asistente) (2019-)

## Palmarés
- Liga de Yugoslavia: 4

KK Split:  1988, 1989, 1990, 1991.
- Copa de Yugoslavia: 2

KK Split: 1990, 1991.
- Euroliga: 3

KK Split:  1989, 1990, 1991.
- Copa de Croacia: 3

KK Split:  1992, 1993, 1994.